# Ercole Vidari
Ercole Vidari (Pavia, 22 dicembre 1836 – Sanremo, 19 dicembre 1916) è stato un giurista italiano.
Studente e in seguito docente all'Università di Pavia dal 1863 al 1915, e senatore del regno d'Italia dal 1904, fu autore di opere fondamentali nel diritto commerciale.

## Opere
- Corso di diritto commerciale, II, 3ª ed., Milano, Ulrico Hoepli, 1889.